# Oisy, Nord

Oisy este o comună în departamentul Nord, Franța. În 1 ianuarie 2022 avea o populație de 695 de locuitori.